# Berg en Dal (Berg en Dal)
Berg en Dal ist eine Ortschaft in der niederländischen Gemeinde Berg en Dal. Sie liegt nahe bei Nijmegen in der Provinz Gelderland, direkt an der Grenze zu Deutschland bei Wyler. Im Jahr 2024 lebten in Berg en Dal und dessen Außengebiet 2.500 Menschen.
Bis zum 1. Januar 2015, als die Gemeinden Groesbeek, Millingen aan de Rijn und Ubbergen fusionierten, lag der Ort verteilt auf Groesbeek und Ubbergen. Berg en Dal besitzt zwei Postleitzahlen, die je nach Lage in den ehemaligen Gemeinden Groesbeek oder Ubbergen vergeben sind.

## Geschichte
In der Römerzeit wurden die Quellen in der Umgebung von Berg en Dal beim Bau des römischen Aquädukts verwendet, das die Versorgung des Legionenstandorts auf dem Hunerberg mit Wasser gewährleisten sollte.
Ab der zweiten Hälfte des 19. Jahrhunderts begann der Ort damit, Touristen an sich zu ziehen. 1869 wurde das bekannte Hotel Groot Berg en Dal nach einem Entwurf des Architekten Cornelis Outshoorn gebaut. Dieses wurde 1971 wieder abgerissen; an dessen Stelle steht heute ein gleichnamiger Appartementkomplex. Die Anbindung an das Nimwegener Dampfstraßenbahnnetz erfolgte im Jahre 1891. In Berg en Dal sowie dessen Umgebung wurde in dieser Zeit auch intensiv mit dem Villenbau begonnen, Beispiele hierfür sind das Huis Stollenberg, das Huys te Schengen und die Villa de Wychert (1907). Einige der Villen sind im Schweizerstil gehalten, in manchen wurden Klostergemeinschaften angesiedelt, zum Beispiel ein Montfortanerorden im Huyse de Uleput, eine Gruppe der Brüder der Barmherzigkeit von Johannes von Gott im Huis Herwarden, oder ein Teil der Töchter der Weisheit im De Kitselenberg.
1927 wurde eine Hilfskirche angelegt, die 1947 zur Pfarrkirche umgewandelt wurde. Im Jahre 1966 entstand der Neubau der Kirche nach dem Entwurf des Architekten J. Strik.

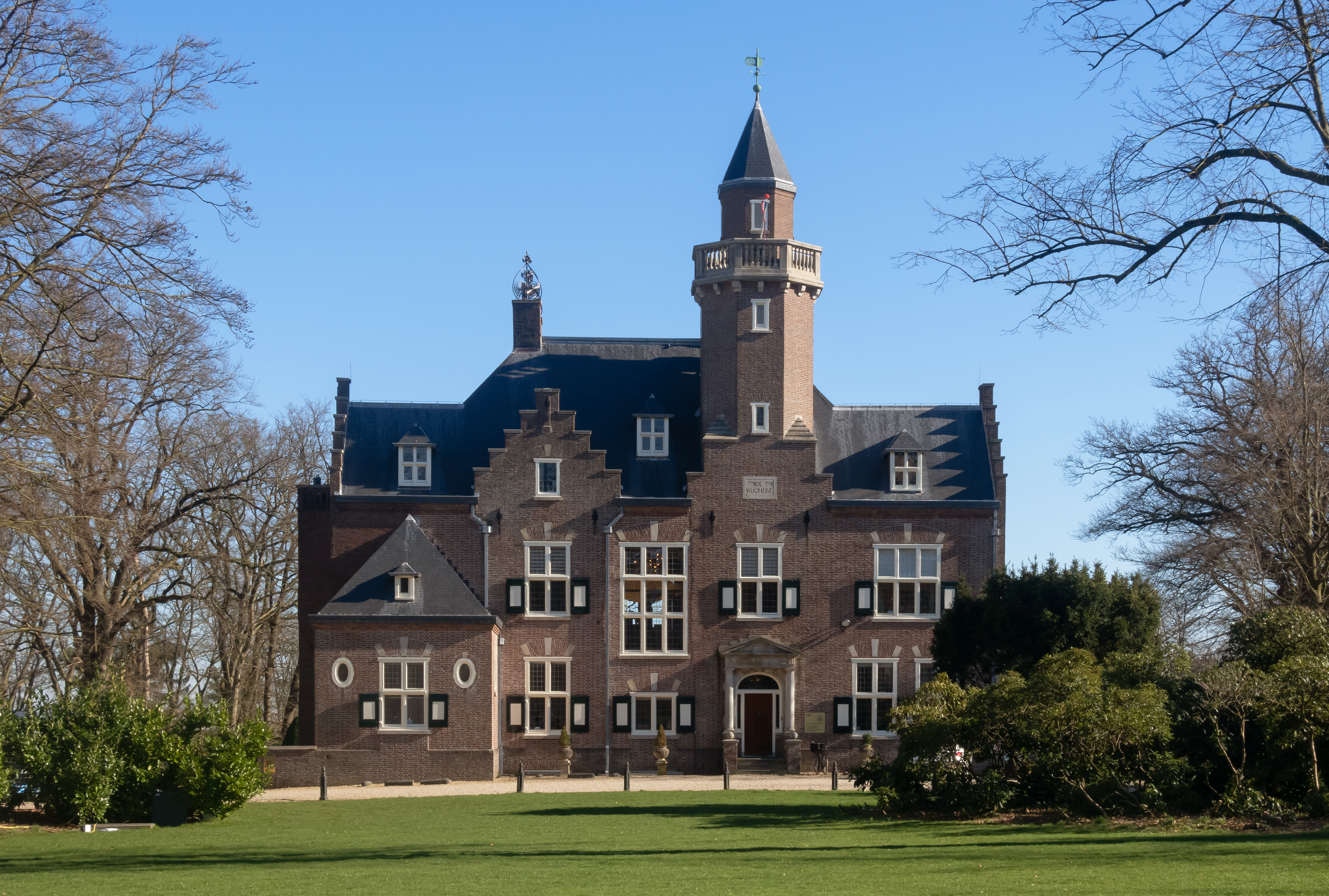
Gutshof: Landgoed de Wychert (1907)
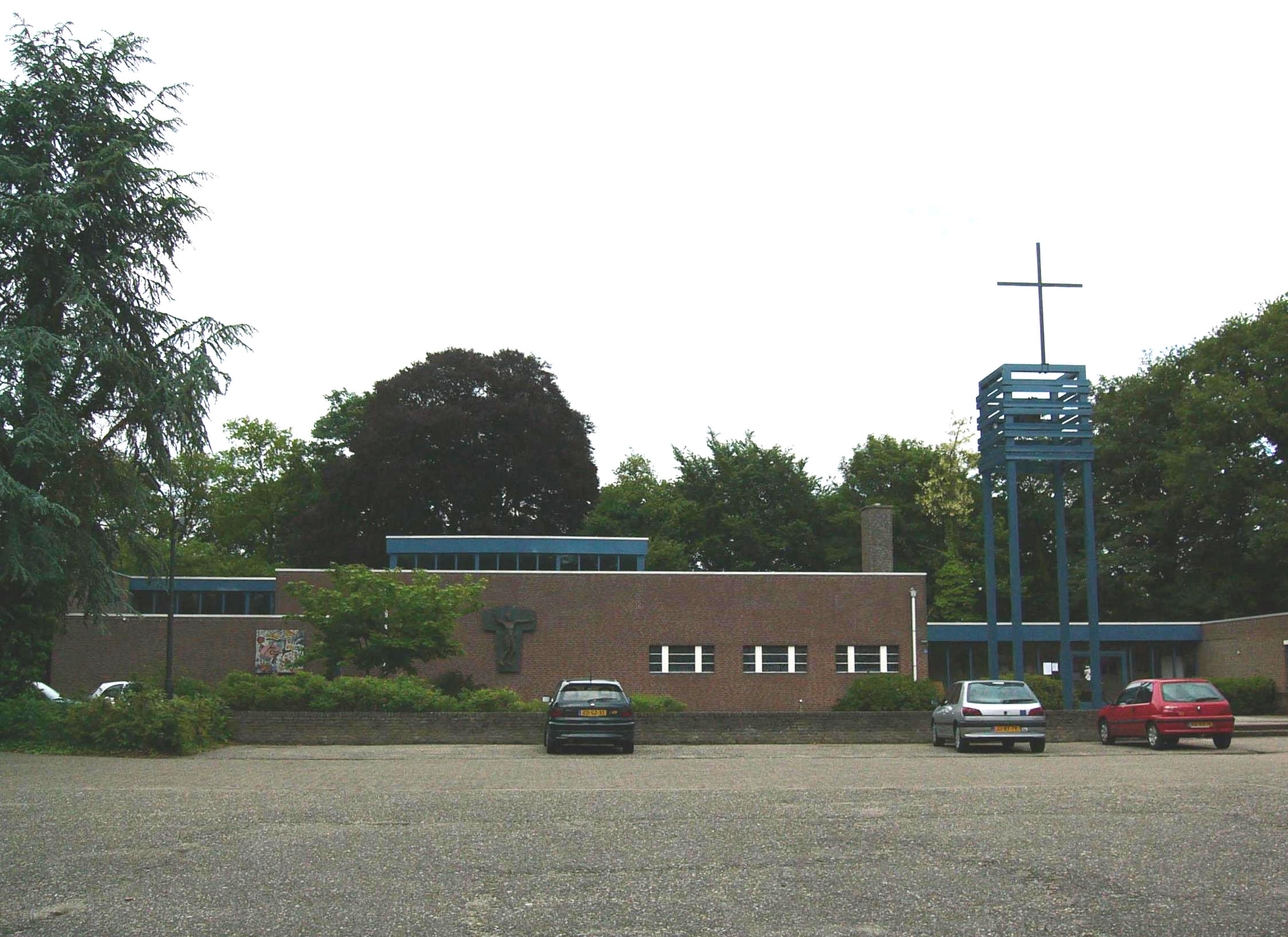
Römisch-katholische Kirche
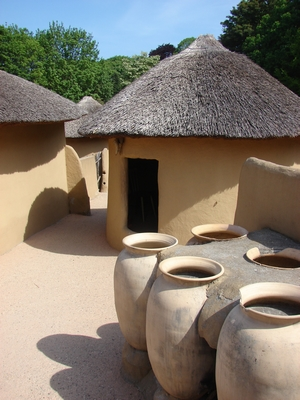
Das Afrika Museum in Berg en Dal
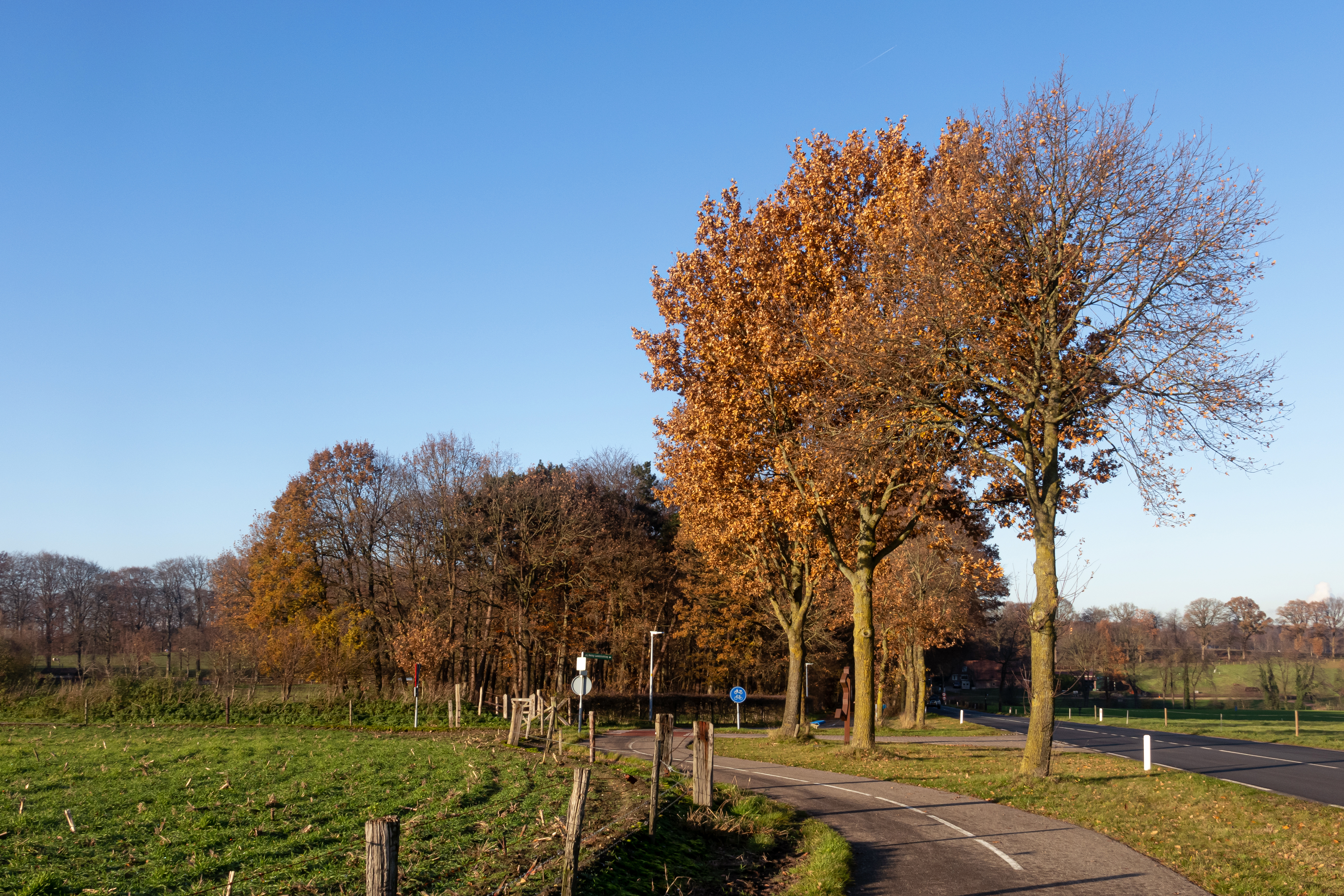
Bäume am Zevenheuvelenweg

## Sehenswürdigkeiten
- Das Afrika Museum in Berg en Dal beschäftigt sich mit afrikanischer Kunst und Kultur. Es besteht aus einem Innenmuseum und einem Freilichtmuseum mit Wohnstraßen aus einigen afrikanischen Staaten.
- Der Park Tivoli ist ein Freizeitpark, der sich an Familien mit kleinen Kindern richtet und ursprünglich aus dem Spielplatz des Hotel Nederland heraus entstand.
- Der Museumpark Orientalis ist ein Themenpark, der das Christentum, das Judentum und den Islam vorstellt.
- Römisches Aquädukt bei Berg en Dal

## Söhne und Töchter
- Johann Wilhelm van Heys (1871–1960), deutscher Bauingenieur und Ministerialrat im Reichsverkehrsministerium
- Pater Poels (* 1929), ehemaliger Priester und Sozialarbeiter
- Diana Dobbelman (* 1939), Schauspielerin